# Támara de Campos
Támara de Campos és un municipi de la província de Palència a la comunitat autònoma de Castella i Lleó (Espanya).

## Demografia
| 1991 | 1996 | 2001 | 2004 |
| ---- | ---- | ---- | ---- |
| 104  | 108  | 89   | 93   |

## Personatges il·lustres
- Sinesio Delgado, escriptor i fundador de la Societat General d'Autors i Editors (SGAE).